# 莫朗 (弗里堡州)
莫朗是瑞士的城鎮，位於該國西部，由弗里堡州負責管轄，面積2.6平方公里，海拔高度449米，2011年人口142，七成人口信奉羅馬天主教，人口密度每平方公里55人。